# Amphorella melampoides
Amphorella melampoides (лат.) — вид лёгочных земляных улиток из семейства Ferussaciidae. Этот вид является эндемиком Португалии, обитает на острове Порту-Санту, Португалия. Живут в траве и на каменистых участках. Вид находится под угрозой вымирания из-за разрушения среды обитания[уточнить].

## Охранный статус
МСОП присвоил виду охранный статус LC.